# Sugata Sanshiro (filme)
Sugata Sanshiro (姿三四郎, Sugata Sanshirō) (br: A saga do judô) foi o filme de estreia do diretor japonês Akira Kurosawa. Foi inicialmente lançado no Japão em 25 de março de 1943 pelo estúdio cinematográfico Tōhō. É baseado no romance homônimo de Tsuneo Tomita, cujo protagonista foi inspirado no lutador real Shiro Saigo.
O filme retrata a história de Sanshiro, um jovem forte e teimoso que viaja para a cidade para aprender Jiu-jitsu. Entretanto, após a sua chegada, ele conhece uma nova forma de defesa pessoal: o Judô. Embora não seja a entrada mais famosa do registro de produções de Kurosawa, o filme é visto como um exemplo prematuro da compreensão imediata do processo de filmagem do diretor, e inclui muitas de suas marcas registradas, como o uso de wipes (transições de imagens de uma cena para outra).
O filme se tornou muito influente na época de seu lançamento, e foi refilmado em não menos de cinco ocasiões. Obteve sucesso suficiente para que fosse feito uma sequência, Zoku Sugata Sanshiro, que foi lançada em 1945.

## História

### A chegada à cidade e o duelo com Yano
A história se passa no ano de 1882, décimo quinto ano da Era Meiji. Sugata Sanshiro, um jovem forte e teimoso, chega à cidade em busca de um  mestre de ju-jutsu para orientar-lhe em seus treinamentos. É indicado à Escola de Shinmei de Ju-jutsu, cujo mestre, Monma Saburo, estava ausente em um espetáculo. Posteriormente, Sanshiro é aceito como praticante de jiu-jitsu e em uma confraternização entre os praticantes da arte, toma conhecimento dos desafetos entre a escola de ju-jutsu e o mestre de judô Yano Shogoro.
Segundo Monma e seus discípulos, Yano havia sido convidado a participar como mestre de artes marciais do departamento de polícia, sendo os praticantes de ju-jutsu rejeitados a segundo plano. Nesse ponto, faz-se notar o desdém pela "arte moderna" que atendia por ju-dô, uma evolução do ju-jutsu que se dividia em estilos diferentes em cada escola e em cada província do Japão, enquanto Yano (Kano) estudou e graduou-se para poder unificar os estilos mais eficazes em combate, mudando a sigla "jutsu" (arte) para "Dô" (caminho), dando motivos aos mestres tradicionalistas de ju-jutsu de ter desprezo e desrespeito pela "nova" arte. Os membros da escola de ju-jutsu rival elaboram um plano para matar o mestre Yano em um combate privado, e armam uma emboscada. O carro de Yano é abordado na ponte pelo grupo de lutadores, acompanhados de Sanshiro. Sanshiro assiste à derrota vertiginosa de seus colegas praticantes e, após derrotar habilidosamente seus desafiantes, Yano toma Sanshiro por seu discípulo, à proposta desse último.

### Indisciplina e esclarecimento
Após tornar-se discípulo de Yano, Sanshiro demonstra-se um jovem teimoso e indisciplinado. Envolve-se em uma briga de rua, para desaprovação de seu mestre, que esbraveja com o jovem declarando que ele "desconhece o caminho do homem". Para provar a seu mestre que está capacitado a ser seu discípulo, Sanshiro mergulha nas águas geladas do poço perto ao templo de Yano e permanece lá para provar a seu mestre sua dedicação. Sanshiro agarra-se a uma estaca e permanece lá durante toda a noite, mesmo diante das tentativas de um sacerdote de dissuadi-lo da ideia. O entendimento e percepção do "Caminho" mencionado pelo sacerdote acontece quando Sanshiro, em meio à soturnidade envolvente do lago, observa uma flor iluminada à luz da lua.

### O desafio do ju-jutsu
Durante o treinamento de Sanshiro, chega à escola de judô um exímio praticante do ju-jutsu, que se apresenta por Higaki Gennosuke, da Escola Ryoi-Shinto. O mestre de ju-jutsu está a procura de Yano para um desafio. Como este estava ausente, os discípulos de Yano se prontificam a aceitar o desafio, mas são todos derrotados. Quando Sanshiro se oferece para lutar, marca-se a rivalidade que perdurará por toda a trama e terá seu desfecho no último episódio do filme. É notório que o desafio e clima de rivalidade entre Sanshiro e Higaki são metonímias para a disputa estabelecida inicialmente entre os gêneros do judô e do ju-jutsu, conforme dito nas palavras de Higaki: "Chegará um dia no qual o ju-jutsu e o Judô deverão se enfrentar até a morte." Naquela ocasião, entretanto, Sanshiro é impedido de lutar.
Mais tarde, a academia de judô de Yano recebe um convite da Escola Tenjin Shin'Yo, onde o mestre Yatani Magoroku os convida para a inauguração de seu dojo. A carta dizia ainda que haveria um combate entre um discípulo nomeado por Yano e "uma certa escola de ju-jutsu", que logo se entende como sendo a escola de Monma, responsável pela emboscada contra o mestre Yano nos primeiros momentos do filme. Yano indica Sanshiro, que luta contra o próprio Monma, derrotando-o com eficiência e sem muito esforço.

### Sayo
Sayo é a filha de Murai Hansuke, mestre de ju-jutsu responsável pelo treinamento de Higaki Gennosuke. Sayo representa um papel importante no filme, uma vez que participa diretamente do aprendizado de Sanshiro sobre o judô e sobre ele próprio. A aproximação de ambos se dá de maneira gradual, tendo seu primeiro contato visual quando da vitória de Sanshiro sobre Monma.
O envolvimento com Sanshiro é sempre bastante contido e conjetural — como nos episódios em que Sanshiro conserta a gueta de Sayo que se rompeu, em que ela vem ao templo devolver o lenço que Sanshiro a emprestou, das vezes em que caminham e conversam pelo templo, ou ainda quando Sanshiro hesita em duelar com Murai por causa de sua filha. Sayo ainda tem que lidar com as aspirações de Higaki. Arrogante e prepotente, Higaki diz a Sayo que seu pai está incapacitado de derrotar Sanshiro no torneio do departamento de polícia, que irá decidir quem será responsável pela tutoria de artes marciais na instituição.
Neste momento , os votos de rivalidade entre judô e ju-jutsu são novamente reforçados: primeiramente entre Higaki e Sanshiro, que retomam a promessa de um desafio, depois na luta entre Murai e Sanshiro, onde os discípulos de ambas as escolas trocam farpas devido ao tratamento desrespeitoso atribuído ao representante do judô. As previsões de Higaki acabam por se confirmar e Sanshiro derrota Murai em uma luta que, juntamente com o duelo final entre Higaki e Sanshiro, constitui o clímax do filme.

### O duelo com Higaki
Sanshiro se mostra preocupado com a situação física de Murai após o combate no departamento de policia, o que demonstra a sua transição e evolução pessoal. A preocupação de Sanshiro faz com que ele se aproxime ainda mais de Sayo, uma vez que constantemente visita Murai para verificar seu estado de saúde. Os dois se tornam amigos e Murai admite que lutou com todas as suas forças naquele duelo, e que Sanshiro é um excelente lutador. Imprevisivelmente, entretanto, Higaki encontra Sanshiro em uma visita à casa dos Hansuke, e essa é a gota d'água. O desafio final vem em forma de requerimento, marcando a data, o horário e o local, e estipulando as regras do combate.
Finalmente Sanchiro e Higaki se enfrentam, na presença do mestre Linuma como testemunha.  A planície inquieta é palco da batalha mais acirrada de todo o filme, assistida, além do mestre Linuma, por Sayo.  fechando um ciclo típico de clichês romanticos característicos das produções de Hollywood. O desfecho dá luta se dá com a tentativa de Higaki de estrangular Sanshiro, fracassada graças à reação decorrente da lembrança metafórica da flor brilhando à luz da lua, que leva a batalha ao fim e Sanshiro à vitória. Os minutos finais são dedicados a exibir o que se passou depois do duelo: Sanshiro decidi sair de viagem, e o pai de Sayo insiste para que ela o acompanhe, o que sugere a consolidação do relacionamento dos dois. Também é contado que Higaki sobreviveu à batalha, e assume agora uma postura mais íntegra.

## Produção
"Sugata foi meu primeiro filme como diretor. Em filmes anteriores como Uma (dir: Yamamoto), exercia tantos encargos que já me sentia como diretor. Seja como for, em Sugata não me senti como estreante. Entretanto, o pessoal que trabalhava comigo na ocasião me contou que, quando gritei pela primeira vez 'câmara, ação', minha voz parecia muito estranha."
— Akira Kurosawa
Após cinco anos de trabalho como co-diretor em filmes como Uma e Roppa no shinkon ryoko, Kurosawa finalmente recebeu o sinal verde para dirigir seu primeiro filme, apesar de suas próprias reivindicações de que, em filmes como Uma, ele tinha "estado tanto no comando da produção que ele se sentiu o diretor". Após saber do novo romance de Tomita Tsuneo, mesmo sem nem tê-lo lido, Kurosawa sentiu todo seu potencial e decidiu assumir o projeto de filmagem da adaptação do livro e pediu ao produtor Iwao Mori para que comprasse os direitos. De acordo com o renomado acadêmico Donald Richie, a razão pela qual permitiram Kurosawa dirigir o filme foi o fato de que ele já tinha dois scripts impressos, dentre os quais um que havia ganhado um prêmio do ministro da educação. Entretanto, seu trabalho estava totalmente em desacordo com as exigências governamentais para um filme no período de guerra. O romance de Tomita, ao contrário, foi considerado seguro, comportado, com um assunto nacional como a rivalidade entre o judô e o jiu-jitsu de grande popularidade. Então Kurosawa deliberadamente saiu para fazer um filme mais genuíno, como ele sabia que não seria capaz de inserir nenhuma característica didática em seu filme.

## Temas
O tema central do filme é a educação e a iniciação de Sugata e o modo pelo qual, enquanto aprendia os movimentos do judô, ele também aprendia sobre si próprio. O filme é permeado em sua totalidade por diversos ensinamentos budistas, como o Kensho. Podemos notar, em cenas distintas, como na percepção da flor sendo iluminada pela lua, um vislumbre de percepção dao verdadeiro sentido da existência por parte do protagonista — o "despertar" para a vida, característico do Kensho. Ao longo da película, é possível perceber também a concepção de Satori, um estado mais permanente do Kensho, que diz respeito à aceitação das leis da natureza que regem o mundo. Tal concepção pode ser percebida em trechos como o sermão de Yano sobre o "Caminho do Homem" e no trecho em que Sanshiro é convencido a lutar contra Murai após um momento de hesitação. É dito que ele "se esqueceu" do Caminho, mas já tinha conhecimento de tal.

## Elenco
- Denjirô Ôkôchi – Shogoro Yano
- Susumu Fujita – Sugata Sanshiro
- Yukiko Todoroki – Sayo Murai
- Ryunosuke Tsukigata – Gennosuke Higaki
- Takashi Shimura – Hansuke Murai
- Ranko Hanai – Osumi Kodana
- Sugisaku Aoyama – Tsunetami Iimura
- Ichirô Sugai – Police Chief Mishima
- Yoshio Kosugi – Master Saburo Kodama
- Kokuten Kodo – Buddhist Priest
- Michisaburo Segawa – Wada
- Akitake Kôno – Yoshima Dan
- Shôji Kiyokawa – Yujiro Toda
- Kunio Mita – Kohei Tsuzaki
- Akira Nakamura – Toranosuki Niiseki
- Eisaburo Sakauchi – Nemeto
- Hajime Hikari – Torakichi

Este foi o primeiro filme em que Kurosawa trabalhou com Takashi Shimura, o ator com quem teve maior parceria depois de Toshiro Mifune. A parceria entre Kurosawa e Shimura rendeu ao todo 16 filmes, incluindo clássicos como Rashomon, Ikiru e Shichinin no samurai.

## Versões editadas e lançamento em DVD
Sugata Sanshiro foi originalmente lançado com a duração de 97 minutos, em 1943, no Japão, apesar de todo o protesto da Seção de Mídia do Exército, que procurava banir as influências artísticas do cinema ocidenta, sobretudo de Hollywood, no cinema japonês. A intercessão de Yasujiro Ozu foi essencial para que o filme pudesse ser lançado. Em sua remasterização no pós-guerra, em 1952 (na época Kurosawa se tornou um diretor renomado mundialmente), foi exibido em uma versão um pouco mais curta, de 80 minutos, que apresentou também algumas pequenas mudanças tanto nas estruturas do filme como em sua duração. Tal alteração se deve à censura a qual o filme foi submetido no ano de seu relançamento, 1944, durante o período de guerra. Os realizadores do projeto precisaram retirar cerca de 600m de filme, e as cenas restritas foram perdidas, de modo que a película original nunca pode ser reconstituída.
Apesar de estar disponível em DVD na China e Austrália, Sugata Sanshiro está atualmente indisponível no formato na Europa e América, e sem planos para lançamento. Pode ser encontrado em sites de leilões como o eBay, em formato VHS, a custos bem mais reduzidos. Também está disponível gratuitamente para download na internet conforme o decreto da corte japonesa, em julho de 2006, no qual consta que todos os filmes do país produzidos antes do ano de 1953 estão, a partir daquela data, disponíveis em domínio público.

## Refilmagens
Sugata Sanshiro teve cinco refilmagens desde que foi originalmente lançado, apesar de que essas versões são ainda mais difíceis de se encontrar no Ocidente do que a original. As versões de 1955 e 1965 compartilham o roteiro da versão original, enquanto que as três versões subsequentes são todas baseadas prioritariamente no romance. A versão de 1965 teve, ainda, a participação de Kurosawa, trabalhando na montagem e readaptação e colaborando, ainda, como co-produtor.
- Sugata Sanshiro (1955) - Dirigido por Shigeo Tanaka
- Sugata Sanshiro (1965) - Dirigido por Seiichiro Uchikawa
- Ninkyô yawara ichidai (1966) - Dirigido por Sadao Nakajima
- Sugata Sanshiro (1970) - Dirigido por Kunio Watanabe
- Sugata Sanshiro (1977) - Dirigido por Kihachi Okamoto

## Cultura popular
- Segata Sanshiro, uma fusão dos nomes Sega e Sugata Sanshiro, foi um personagem criado como ferramenta para propaganda do videogame Sega Saturn. Foi interpretado por um judoca super-humano que apareceria subitamente, segurando um Sega Saturn, e então cruelmente bateria nas pessoas por não jogar o videogame.